# ХК Славия (София)
Вижте пояснителната страница за други значения на Славия.
„Славия“ е български професионален хокеен клуб от град София, създаден през 1919 г., който играе на стадион „Славия“.
Цветовете на клуба са бяло и черно, прякор – „Белите вълци“. Отборът е ставал 17 пъти шампион на България, което е рекорд за страната и е бил 11 пъти носител на купата на България.

## Шампионат
ХК „Славия“ се състезава в А група на държавното първенство за мъже.

## Успехи
Шампион на България: – 20 пъти
- 1953, 1954, 1985, 1987, 1988, 1991, 1993, 1994, 1996, 1997, 1998, 2000, 2001, 2002, 2004, 2005, 2008, 2009, 2010, 2011 г.

Вицешампион: – 12 пъти
- 1952, 1976, 1980, 1981, 1982, 1990, 1992, 1995, 1999, 2003, 2006, 2013 г.

Носител на купата на България – 15 пъти
- 1954, 1963, 1970, 1992, 1993, 1994, 2001, 2002, 2003, 2004, 2008, 2009, 2010, 2011, 2012 г.